# Claude François Lallemand
Claude François Lallemand, né à Metz le 26 janvier 1790 et mort le 23 juillet 1854 à Marseille, est un chirurgien français pionnier dans l’étude des maladies cérébrales, professeur de clinique chirurgicale à la faculté de médecine de Montpellier et membre de l’Académie nationale de médecine de Paris. 

## Biographie
Claude François Lallemand naît à Metz, en Moselle dans une famille d'artisans miroitiers. Il commence sa carrière comme élève à l'Hôpital militaire du Fort Moselle à Metz pendant les Guerres napoléoniennes. Il est ainsi envoyé en Espagne en tant que médecin militaire. À son retour, il étudie la médecine et la chirurgie à Paris. Il soutient sa thèse en médecine sur la physiologie du cerveau en 1819.
Nommé professeur de chirurgie clinique à la faculté de médecine de Montpellier, il commence une brillante carrière à l'Hôpital civil et militaire de Saint-Éloi. De 1820 à 1834, Lallemand publie une série d'observations cliniques et de rapports de pathologie sur les maladies infectieuses des méninges et du cerveau. Ses publications contiennent quelques-unes des observations les plus remarquables sur les maladies infectieuses du cerveau de cette époque. 
Devenu une sommité internationale dans son domaine, Claude François Lallemand est élu membre de l’Académie nationale de médecine de Paris en 1845.

## Œuvres et publications

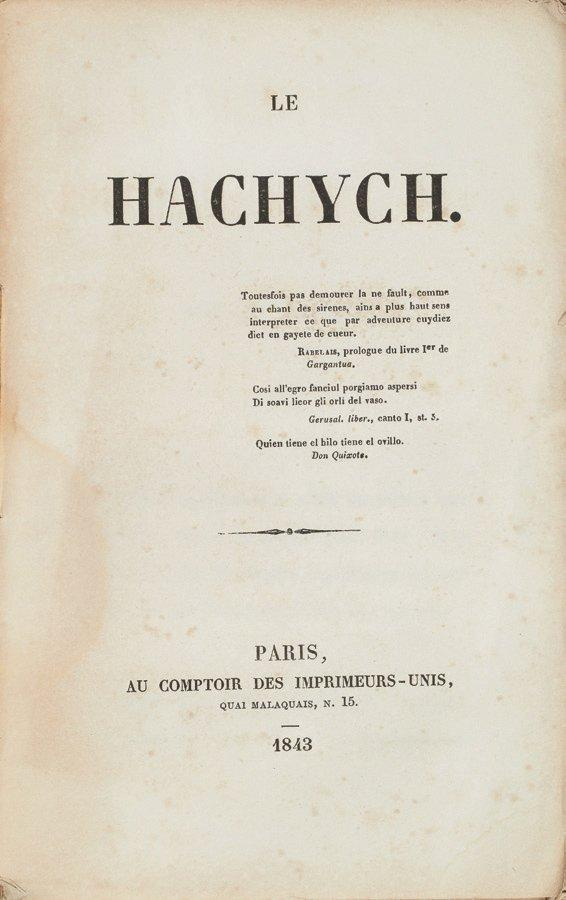
Le Hachych, page de grand titre.

- Pièces relatives à la suspension de M. Lallemand, dans ses fonctions de chirurgien en chef à l'hôpital Saint-Éloi, Impr. de C. Lamort (Metz), 1824, lire en ligne sur Gallica.

- Observations pathologiques propres à éclairer plusieurs points de physiologie, 2e édition, Gabon (Paris), 1825, lire en ligne sur Gallica.

- Recherches anatomico-pathologiques sur l'encéphale et ses dépendances, Béchet jeune (Paris):

1. tome premier, Texte intégral Vandekerckhove (Gand), 1827 et  Béchet jeune (Paris), 1827, lire en ligne sur Gallica.
2. tome deuxième, Béchet jeune (Paris), 1830, lire en ligne sur Gallica.
3. tome troisième, Béchet jeune (Paris), 1834, lire en ligne sur Gallica.

- Observations sur les maladies des organes génito-urinaires, 2 vol., Gabon et compagnie (Paris et Montpellier):

1. tome premier, 1825, Texte intégral.

- Exposé des titres, S.l., s. n., 1835 (circa), Texte intégral.

- Des pertes séminales involontaires, 3 vol., Béchet jeune et Labé (Paris), 1835-1845:

1. tome premier,
2. tome deuxième, Texte intégral.
3. tome troisième, Texte intégral.

- Clinique medico-chirurgicale du professeur Lallemand, [publiée par Herman Kaula], Labé (Paris), 1845,

1. tome premier, Texte intégral.

- Le hachych, Paulin (Paris), 1843,(sous le pseudonyme Germanos), 2e éd., 1847, Texte intégral.

- Exposé des titres, typ. de Firmon Didot Frères (Paris), 1843, Texte intégral.

## Titres et distinctions
- Chevalier de la Légion d’honneur le 29 octobre 1830[1]

- Membre adjoint correspondant de l'Académie royale de médecine du 5 juillet 1825 au 23 juillet 1854.

- Élu correspondant de Académie des sciences le 26 octobre 1840, membre le 9 juillet 1845 (section de médecine et chirurgie)[2].